# هیدروکراکینگ
هیدروکراکینگ (به انگلیسی: Hydrocracking) یک فرایند شیمیایی کاتالیستی است. در فرایند پالایش نفت خام از این روش برای تبدیل نفت خام به مواد با ارزش تر مانند:بنزین، سوخت جت، نفت سفید و سوخت دیزل استفاده می‌شود. این فرایند در دماهای بالا(۴۲۵–۲۶۰ سانتی گراد) و فشار بالا(۱۷–۷ مگاپاسکال)انجام می‌شود. این فرایند شامل دو مرحله می‌باشد: کراکینگ کاتالیستی و هیدروژناسیون؛ که در طی این مراحل خوراک ورودی، در حضور هیدروژن به محصولات با ارزش افزوده بیشتر شکسته می‌شود. این فرایند در فشار و دمای بالا و با حضور کاتالیست و هیدروژن انجام می‌شود.
هیدروکراکینگ برای خوراک‌هایی مورد استفاده واقع می‌شود که فرایندهای کراکینگ کاتالیستی یا تبدیل کاتالیستی در مورد آن‌ها به سختی انجام می‌گیرد مانند نفت خامی که غنی از آروماتیک‌های پلی‌سیکلیک بوده یا حاوی غلظت‌های بالای ترکیبات گوگرد و نیتروژن که مسموم‌کننده کاتالیست‌ها هستند، می‌باشد.

## جُستارهای وابسته
- پالایشگاه نفت
- کراکینگ